# Stockport Etchells
Stockport Etchells var en civil parish från 1866 till 1930 då den blev en del av Cheadle and Gatley, i grevskapet Cheshire (nu Greater Manchester), i England. Denna civil parish hade 2 191 invånare år 1921.